# (3080) Моисеев
(3080) Моисеев (лат. Moisseiev) — типичный астероид главного пояса, открыт 3 октября 1935 года советским астрономом Пелагеей Фёдоровной Шайн в Симеизской обсерватории и 26 марта 1986 года назван в честь советского астронома Николая Моисеева.

## Обнаружение и именование
(3080) Моисеев
Открыт 3 октября 1935 года в Симеизе П. Ф. Шайн.
Назван в память о профессоре Московского университета и основателе Московской школы небесной механики Николае Дмитриевиче Моисееве (1902—1955). Он изучал вековые и долгопериодические возмущения в движении естественных небесных тел, особенно малых планет. В честь Моисеева также назван лунный кратер.
Оригинальный текст (англ.)3080 Moisseiev
Discovered 1935-Oct-03 by Shajn, P. at Simeis.
Named in memory of Nikolaj Dmitrevich Moisseiev [Moiseev] (1902—1955), professor at Moscow University and founder of the Moscow school of celestial mechanics. He studied the secular and long-period perturbations in the motion of natural celestial bodies, especially minor planets. Moisseiev is also honored by a lunar crater.
Источники: DISCOVERY.DB; M.P.C. 10547.

## Орбита

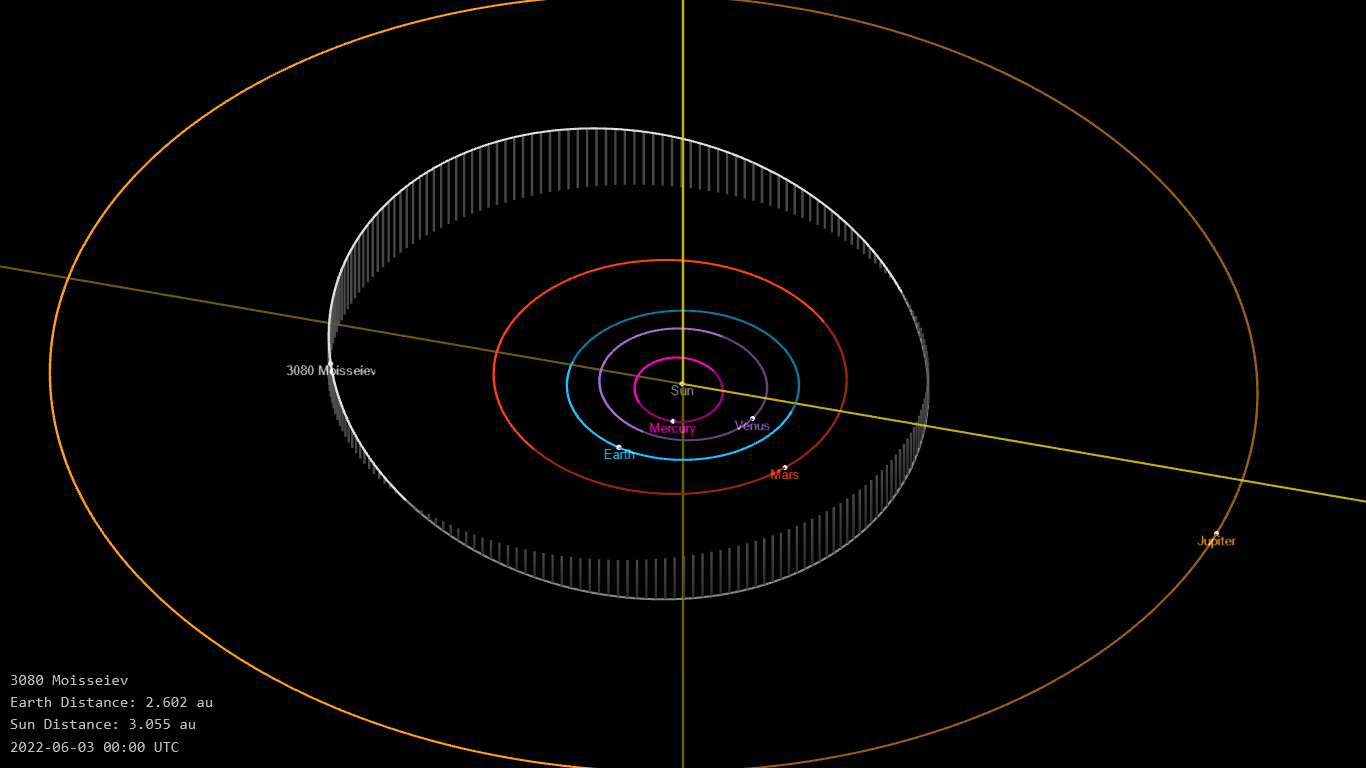
Орбита астероида Моисеев и его положение в Солнечной системе

## Физические характеристики
Из наблюдений телескопа VISTA следует, что астероид относится к таксономическому классу S.
По результатам наблюдений в видимом и ближнем инфракрасном диапазоне космического телескопа NEOWISE и наблюдений в инфракрасном диапазоне спутника Akari диаметр астероида оценивался равным 12,713±0,142 км, 13,64±0,78 км, 13,10±0,90 км и 10,81±2,38 км. Согласно тем же источникам альбедо оценивается как 0,2745±0,0685, 0,201±0,025, 0,373±0,321, 0,25±0,13 и 0,274±0,068.